# ليام دونالد
ليام دونالد (بالإنجليزية: Liam Donald)‏ هو مجدف أسترالي، ولد في 23 يناير 1995.

## وصلات خارجية
- ليام دونالد على موقع الاتحاد الدولي للتجديف (الإنجليزية)